# Bodo Fürneisen
Bodo Fürneisen (* 30. Juni 1950 in Berlin) ist ein deutscher Filmregisseur und Drehbuchautor.

## Leben
Nach einer Schriftsetzer-Lehre begann Bodo Fürneisen 1973 ein Regie-Studium an der Hochschule für Film und Fernsehen „Konrad Wolf“ in Potsdam-Babelsberg, das er 1977 mit dem Diplomfilm Die Entdeckung, für den er auch das Drehbuch schrieb, abschloss. Danach arbeitete er zwei Jahre als Regieassistent.
Schon ab 1979 betätigte sich Fürneisen beim Deutschen Fernsehfunk als Regisseur und Drehbuchautor von Fernsehfilmen, wobei er zunächst sowohl dramatische als auch komödiantische Filme schuf.
Im Februar 1989 hatte, kurz vor dem Mauerfall, sein erster Kinofilm Zum Teufel mit Harbolla Premiere und wurde zu einem Publikumserfolg.
Einem größeren gesamtdeutschen Publikum bekannt wurde er 1989 mit der Märchenkomödie Die Weihnachtsgans Auguste, die auch gegenwärtig noch jährlich im Weihnachtsprogramm des Fernsehens zu sehen ist.
Sein 1990 gedrehtes Drama Der Rest, der bleibt (Drehbuch und Regie) wurde 1991 für den Grimme-Preis nominiert.
Der Film Scheusal (Drehbuch: Wolfram Witt), der ebenso wie Thanners neuer Job unter seiner Regie als einer der letzten Filme des DDR-Fernsehens entstand, lief als erster gesamtdeutscher Beitrag in der ARD und erhielt beim Prix Italia 1991 eine Juryauszeichnung für ein „herausragendes Fernsehereignis“.
Bereits während seiner Arbeit beim DDR-Fernsehen begann Fürneisen mit dem Schreiben von Drehbüchern und hat inzwischen mehrere Filme auch nach eigenen literarischen Vorlagen realisiert.
Nach 1990 arbeitet er, vertreten in allen deutschen TV-Sendern, in unterschiedlichen Genres von Kriminalfilm, über Psychodrama und Komödie bis hin zum Musik- und Tanzfilm.
Von 1991 bis 2008 führte er die Regie in insgesamt zehn Fällen der Fernsehkrimireihe Polizeiruf 110. 1993 drehte er erstmals einen Tatort mit dem Titel Verbranntes Spiel, in dem Peter Sodann die Rolle des Hauptkommissars Ehrlicher darstellte. An seiner Seite agierten Corinna Harfouch, Suzanne von Borsody und Henry Hübchen. Vier Jahre später führte er Regie bei der Crossover-Folge Alptraum, in der Hannelore Elsner als Lea Sommer aus der ARD-Serie Die Kommissarin die Ermittlungen leitete. Im Jahr 2009 drehte er nochmals zwei Tatort-Filme, Tödlicher Einsatz mit Ulrike Folkerts, bei dem Mirco Kreibich für seine schauspielerische Leistung mit dem Günter-Strack-Nachwuchspreis 2010 ausgezeichnet wurde, und Schweinegeld mit dem Kommissarduo Dominic Raacke und Boris Aljinovic. Bei privaten Fernsehsendern arbeitete er u. a.für Kommissar Rex, Wolffs Revier, Stockinger (alle SAT 1) und Die Cleveren (RTL).
Neben diesen Arbeiten zählen zu den nennenswertesten Filmen Eine Frau will nach oben (ARD, 1994), Terror im Namen der Liebe (SAT 1, 1996), Vollnarkose (ARD, 1997), Gefährliche Wahrheit (ZDF, 1999), Zwei Seiten der Liebe (ARD, 2001), Die Versuchung (ARD, 2004), Eine unter Tausend (Pro7, 2004), Meine Tochter, mein Leben (ARD, 2004) und Mein Mann, der Trinker (ARD, 2008).
Im Jahre 2008 inszenierte er erstmals in der ARD-Märchenfilmreihe Sechs auf einen Streich den Film Frau Holle (2008) mit Marianne Sägebrecht, gefolgt von Rapunzel (2009) mit Suzanne von Borsody (2009), Die Prinzessin auf der Erbse (2010) mit Iris Berben, Jorinde und Joringel (2011) mit Katja Flint und Der Prinz im Bärenfell (2015) mit Miroslav Nemec. 2012 vollzog er erneut einen Genrewechsel mit dem Filmdrama Komasaufen (ARD/Sendung: Oktober 2013). Zurzeit arbeitet Fürneisen mit verschiedenen Produzenten an neuen Projekten in Richtung des psychologischen Dramas.
Seit Oktober 2009 ist Bodo Fürneisen neben seiner Filmtätigkeit als Professor für „Medienspezifische Darstellung“ (Filmschauspiel) im Studiengang „Schauspiel“ an der Hochschule für Film und Fernsehen „Konrad Wolf“ in Potsdam-Babelsberg tätig.

## Filmografie
- 1978: Die Entdeckung
- 1982: Der Staatsanwalt hat das Wort: Gefährliche Freundschaft (Fernsehreihe)
- 1982: Komm mit mir nach Chicago (Fernsehfilm)
- 1983: Robert in Berlin
- 1984: Die Geschichte vom goldenen Taler
- 1985: Der Staatsanwalt hat das Wort: Vaters Frau
- 1988: Die Weihnachtsgans Auguste
- 1989: Zum Teufel mit Harbolla
- 1991: Der Rest, der bleibt (Fernsehfilm)
- 1991: Polizeiruf 110: Thanners neuer Job (Fernsehreihe)
- 1992: Scheusal
- 1993: Tatort: Verbranntes Spiel (Fernsehreihe)
- 1993: Polizeiruf 110: Blue Dream – Tod im Regen
- 1994: Die Kommissarin – Alptraum
- 1994–2001: Kommissar Rex (13 Folgen)
- 1995: Eine Frau will nach oben
- 1995: Wolffs Revier (5 Folgen)
- 1996: Polizeiruf 110: Die Gazelle
- 1996–1997: Ein Fall für zwei (4 Folgen)
- 1996–1997: Stockinger (4 Folgen)
- 1997: Tatort: Alptraum
- 1997: Terror im Namen der Liebe
- 1997: Ärzte: Vollnarkose
- 1998: Ein Mann in Versuchung
- 1999: Gefährliche Wahrheit
- 1999–2000: Die Cleveren (2 Folgen)
- 2000: Polizeiruf 110: Bis zur letzten Sekunde
- 2001: Polizeiruf 110: Jugendwahn
- 2001: Polizeiruf 110: Zerstörte Träume
- 2002: Polizeiruf 110: Braut in Schwarz
- 2002: Zwei Seiten der Liebe
- 2004: Die Versuchung
- 2004: Polizeiruf 110: Das Zeichen
- 2004: Eine unter Tausend
- 2004: Meine Tochter, mein Leben
- 2006: Stubbe – Von Fall zu Fall: Schwarze Tulpen
- 2006: Wenn du mich brauchst
- 2008: Mein Mann, der Trinker
- 2007: Polizeiruf 110: Gefährliches Vertrauen
- 2008: Polizeiruf 110: Verdammte Sehnsucht
- 2008: Frau Holle
- 2009: Stubbe – Von Fall zu Fall: Im toten Winkel
- 2009: Tatort: Tödlicher Einsatz
- 2009: Tatort: Schweinegeld
- 2009: Rapunzel
- 2010: Die Prinzessin auf der Erbse
- 2011: Jorinde und Joringel
- 2013: Komasaufen
- 2015: Der Prinz im Bärenfell